# Erich von Schwartzkoppen
Erich Hans Bonaventura Emil von Schwartzkoppen (* 2. Dezember 1870 in Hannover; † 26. September 1919 in Kamenz) war Hofmarschall der beiden preußischen Prinzen Friedrich Heinrich und Friedrich Wilhelm.

## Leben
Er entstammte der um 1500 erstmals in Braunschweig urkundlich genannten Bürgerfamilie Swartekop, deren Mitglieder im Jahr 1688 in den Reichs- sowie erbländisch-österreichischen rittermäßigen Adelsstand erhoben wurden. Er war der Sohn des späteren preußischen Generals der Infanterie Emil von Schwartzkoppen (1810–1878) und dessen Ehefrau Christiane Marie Hildegard, geborene von Brederlow (1833–1916) aus dem Hause Tragarth bei Merseburg.
Schwartzkoppen war preußischer Kammerherr und Hauptmann der Reserve im Garde-Füsilier-Regiment, einem der vornehmsten preußischen Regimenter, und der letzte Adjutant des Fürsten Bernhard von Bülow. Außerdem war er Hofmarschall der beiden preußischen Prinzenbrüder Friedrich Heinrich und Friedrich Wilhelm. Er war Ehrenritter des Johanniterordens.
Schwartzkoppen heiratete am 12. März 1912 in Breslau Maria Gräfin von Schweinitz und Krain, Freiin von Kauder (* 8. April 1880 in Breslau; † 6. April 1942 ebenda), die Tochter des preußischen Oberst Guido Graf von Schweinitz und Krain, Freiherr von Kauder, und der Marianne von Studnitz. Das Ehepaar hatte eine Tochter Elisabeth Friederike (* 1913).